# Bremen-Nord

Stadtbezirk Bremen-Nord mit Blumenthal, Vegesack und Burglesum

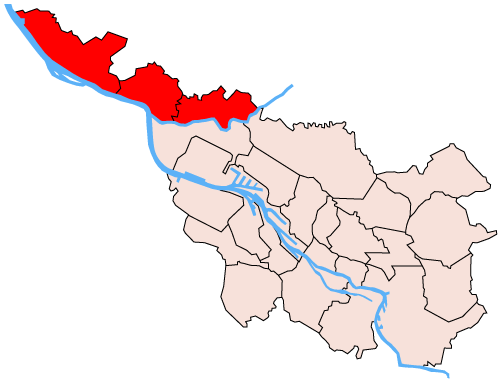
Vergleiche: Bremen-Nord ohne den im Bereich südlich der Lesum gelegenen Teil von Burglesum

Bremen-Nord ist ein Stadtbezirk in der Stadtgemeinde Bremen, beidseits des Flusses Lesum. Umgangssprachlich ist hingegen oftmals nur das Gebiet nördlich der Lesum gemeint.

## Geografie und Ortsteile

### Lage

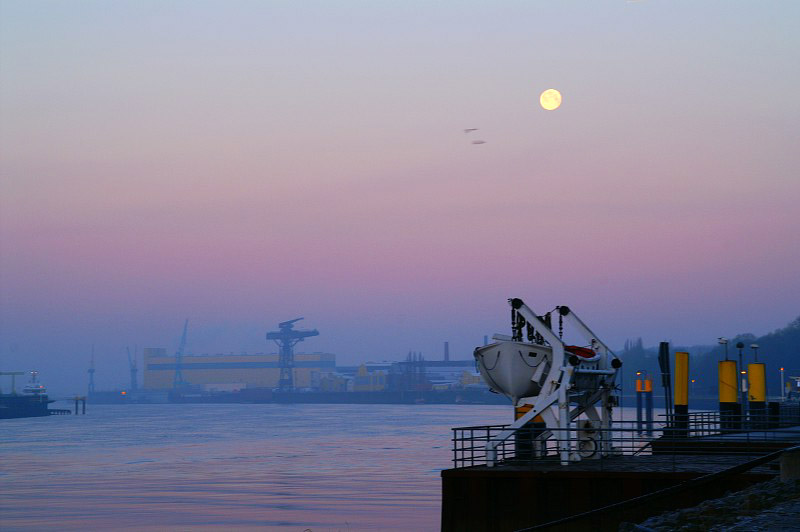
Blick vom Schulschiff Deutschland über die Mündung der Lesum auf die Weser bei Bremen-Vegesack

Bremen-Nord liegt östlich der Weser und zu beiden Seiten der Lesum.
Im Nordosten grenzt der Bezirk an Ritterhude, im Nordwesten an Schwanewede und im Süden an die Stadtteile Häfen, Gröpelingen und Blockland. Am gegenüberliegenden Weserufer liegen die Gemeinden Berne und Lemwerder.

### Erhebungen
Die in Burglesum im Friedehorstpark liegende Erhebung ist mit 32,5 m ü. NHN der höchste natürliche Punkt der Freien Hansestadt Bremen.

### Der Verwaltungsbezirk
Bremen gliedert sich in die fünf Stadtbezirke Nord, West, Mitte, Süd und Ost als reine Verwaltungseinheiten sowie diese in 19 Stadtteile und 88 Ortsteile.
Der Stadtbezirk Bremen-Nord als Verwaltungseinheit umfasst mit 60,376 km² die bremischen Stadtteile
- Burglesum mit fünf Ortsteilen
- Vegesack mit fünf Ortsteilen und
- Blumenthal mit fünf Ortsteilen.

Im Stadtbezirk Bremen-Nord wohnen 102.323 Einwohner (Stand 31. Dezember 2022).
Die drei Stadtteile haben jeweils einen selbstständigen Beirat und jeweils ein Ortsamt als örtliche Verwaltungsbehörde mit einem Ortsamtsleiter.
Die umliegenden Ortsteile der niedersächsischen Gemeinden Lemwerder, Ritterhude (insbesondere Ihlpohl, Platjenwerbe und Ritterhude) und Schwanewede (insbesondere Neuenkirchen, Schwanewede, Beckedorf und Leuchtenburg) sind mit Bremen-Nord eng verflochten.
Zentrum des Ballungsraums von und um Bremen-Nord ist Vegesack.

## Geschichte

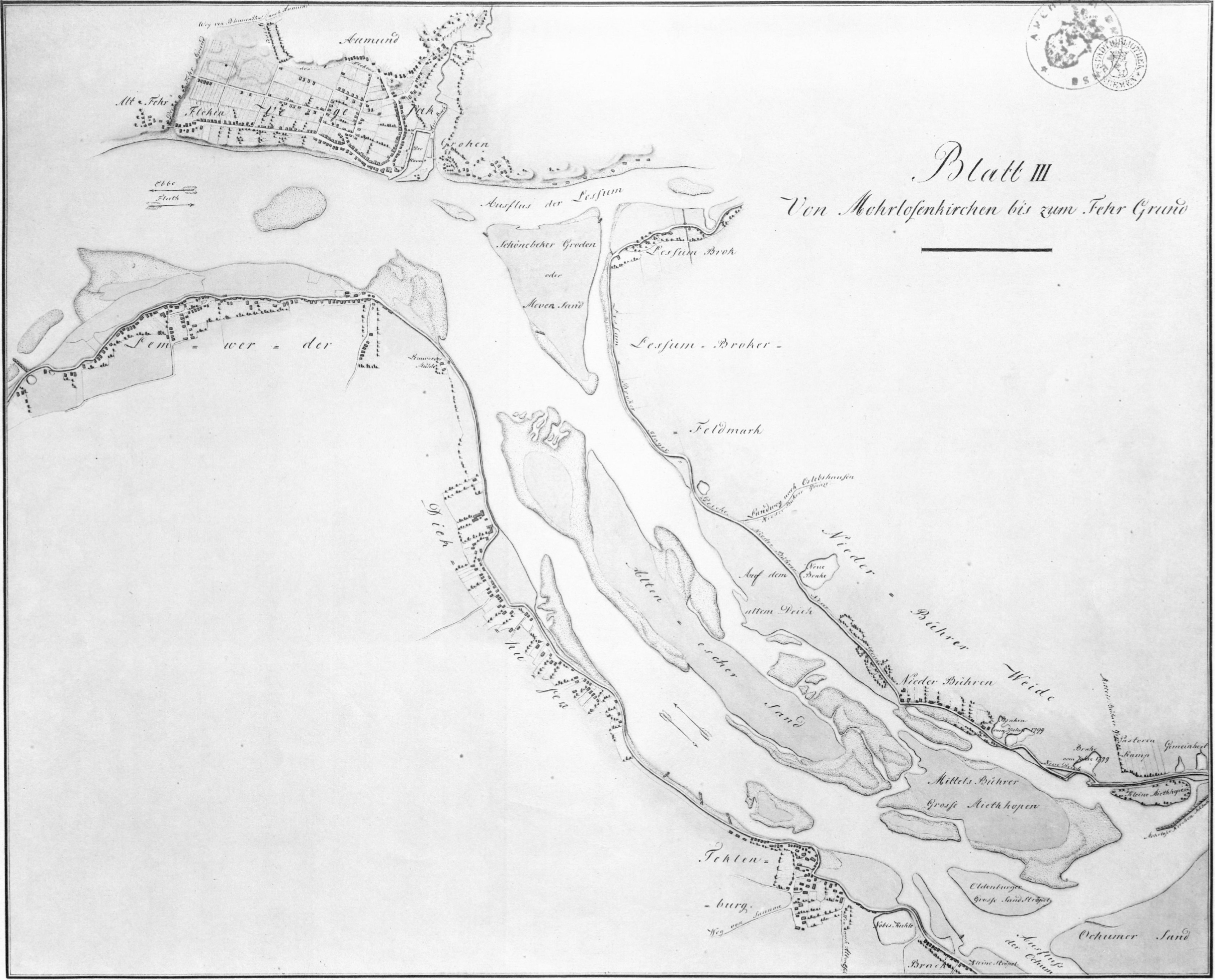
Karte der Weser … 1805, Blatt III.
Mohrlosenkirchen bis zum Fehr Grund

Der Begriff Bremen-Nord entstand erst nach 1939, nachdem die bis dahin selbstständige bremische Stadt Vegesack und die preußischen Gemeinden Blumenthal, Lesum, Grohn, Schönebeck, Aumund und Farge (mit Rekum) in die Stadt Bremen eingegliedert wurden.
Bereits im Mittelalter war die Region beiderseits der Unterweser Interessengebiet der Stadt Bremen. Neben der Versandung der Weser bedrohten die Anrainer den für Bremen wichtigen Schiffsverkehr auf der Weser. Daher war es Ziel des Bremer Rates, sein Einflussgebiet möglichst weit in Richtung Wesermündung auszudehnen, was am linken Weser-Ufer (Stedingen) misslang.
Am rechten Weserufer verlief die Politik erfolgreicher: 1436 kaufte die Stadt Bremen die im heutigen Stadtteil Blumenthal gelegene Wasserburg Blomendal. 1469 wurde das Gebiet nochmals um das Gericht Neuenkirchen in nördliche Richtung erweitert. Der Amtsbereich reichte damit von der Lesummündung (heute Vegesack) bis nach Neuenkirchen am Ende des Geestrückens der Bremer Schweiz.
Im Westfälischen Frieden am Ende des Dreißigjährigen Krieges gewann Schweden 1648 das Erzstift Bremen als Herzogtum Bremen und versuchte alsbald, auch Hoheit über die Stadt Bremen zu bekommen, deren Reichsunmittelbarkeit im Friedensvertrag nicht ausdrücklich erwähnt worden war. 1653 besetzte der schwedische Generalgouverneur Hans Christoph von Königsmarck Blumenthal, Vegesack und Neuenkirchen, aber nach dem Ersten Bremisch-Schwedischen Krieg durfte Bremen diese Besitzungen behalten. Wenig später kam es jedoch zum Zweiten Bremisch-Schwedischen Krieg, in dem Feldmarschall Wrangel die Hansestadt monatelang belagerte. Im anschließenden Frieden von Habenhausen musste Bremen die Regierungsgewalt über Vegesack, Blumenthal und Neuenkirchen an Schweden abtreten, behielt allerdings noch die niedere Gerichtsbarkeit. Im Großen Nordischen Krieg eroberte Dänemark das Herzogtum Bremen und trat es 1715 gegen eine Ausgleichszahlung an seinen Verbündeten Kurhannover ab. Beim Reichsdeputationshauptschluss 1803 wurde Vegesack wieder bremisch. Nach dem Deutschen Krieg 1866 annektierte Preußen das Königreich Hannover und damit auch den größten Teil des heutigen Bremen-Nord.
Bremer Schiffbauer wie Johann Lange und Hermann Friedrich Ulrichs dehnten ihre Werften von Vegesack auf benachbarte Uferorte aus.
Im 19. Jahrhundert ließen sich wohlhabende Bremer am hügeligen preußischen Nordufer der Lesum Villen und großzügige Gärten wie Knoops Park anlegen.
1883 gründeten Bremer Kaufleute in Blumenthal die Bremer Woll-Kämmerei.
→ Zur Geschichte der Stadtteile siehe dort

### Bremen-Nord und Bremen
Obwohl Bremen-Nord zu Bremen gehört, hat sich bei Teilen der ansässigen Bevölkerung durch die eigene Geschichte und die Entfernung zum Bremer Zentrum das Gefühl für eine gewisse Unabhängigkeit bewahrt. Bei Fahrten in das Bremer Stadtzentrum heißt es immer noch „wir fahren nach Bremen“ (oder auch: „wir fahren nach Bremen rauf“, da der Weg in das Stadtzentrum entlang der Weser flussaufwärts führt). Auch einige politischen Parteien wie SPD oder CDU gliedern ihre Partei nach Bremen und Bremen-Nord.

## Wirtschaft und Verkehr

### Wirtschaft
Die Wirtschaft in Bremen-Nord an der Weser und Lesum war lange Zeit durch den Schiffbau und die Reedereien geprägt. Große Betriebe in Bremen-Nord sind heute (2018)
- Das Klinikum Bremen-Nord an der Grenze von Vegesack und Blumenthal ist ein Krankenhaus der Stadt Bremen mit ca. 535 Betten und rund 900 Beschäftigten.
- Die Maschinenfabrik ThyssenKrupp System Engineering (ehemals ThyssenKrupp Krause – Standort Johann A. Krause) in Farge mit um die 1000 Beschäftigten.
- Die Stiftung Friedehorst in Lesum mit rund 1400 Beschäftigten und 1200 Plätzen für Menschen im Alter, Menschen mit Behinderungen, für Teilhabe und Pflege.
- Die Lürssen-Werft hat mit 300 Beschäftigten ihren Hauptsitz in Vegesack.
- Die Norddeutsche Steingut AG in Grohn mit ca. 300 Beschäftigten.
- Die KUKA Systems GmbH in Vegesack mit um die 300 Mitarbeitern.

### Verkehr

#### Busverkehr
In Bremen-Nord fahren die Buslinien der Bremer Straßenbahn AG 90, 91 und 92, 93, 94, 95, 96, 98, N7, N61 und N94 sowie mehrere Regionalbuslinien anderer Gesellschaften.
Die Unterscheidung zwischen Bremen-Nord und Bremen machte sich früher bei Tarifgestaltung des öffentlichen Nahverkehrs bemerkbar, da Bremen-Nord wegen der großen Fahrtlängen lange eine eigene Tarifzone bildete, mit Bf. Bremen-Oslebshausen bzw. der naheliegenden Bushaltestelle Ritterhuder Heerstraße als einzige innerstädtische Zahlgrenze. Bei Fahrten, welche ausschließlich mit Straßenbahnen und/oder Stadtbussen der BSAG durchgeführt wurden, galt diese Tarifgrenze indes nicht, ebenso sind seit Sommer 2011 Schüler-Zeitkarten grundsätzlich im gesamten Stadtgebiet Bremen ohne Aufpreis gültig. Seit dem 1. Januar 2015 gilt im VBN nur noch eine Preisstufe für ganz Bremen.

#### Schienenverkehr

Streckenverlauf der Bahnstrecke Bremen-Farge–Bremen-Vegesack mit dem Bahnhof Vegesack

Durch den östlichen Teil des Stadtbezirks verläuft die Bahnstrecke Bremen–Bremerhaven, von der im Bahnhof Bremen-Burg die Bahnstrecke Bremen-Burg–Bremen-Vegesack abzweigt. An diese schließt sich in Bremen-Vegesack die Bahnstrecke Bremen-Farge–Bremen-Vegesack an, die von der Farge-Vegesacker Eisenbahn betrieben wird und den Bremer Norden der Länge nach erschließt. Die Regio-S-Bahn Bremen/Niedersachsen befährt alle drei Strecken und verbindet so Bremen-Nord mit dem Stadtzentrum.

#### Straßen
Bremen-Nord ist durch die Autobahn A 270 an die Autobahn A 27 und so an das Autobahnnetz in Richtung Bremen-Zentrum und Bremerhaven angebunden.

#### Fähren
Die Fähren Bremen–Stedingen betreiben die drei Fährverbindungen zwischen dem Bremer und dem niedersächsischen Weserufer:
- Vegesack – Lemwerder,
- Blumenthal – Motzen und
- Farge – Berne.

### Bundestagswahlkreis
Der Bundestagswahlkreis Bremen II – Bremerhaven umfasste bis 1998 Bremen-Nord zusammen mit Bremerhaven als Wahlkreis im Land Bremen. Danach wurde der Wahlkreis mit dem aufgelösten Wahlkreis Bremen-West zusammengelegt und umfasst heute auch weitere Bremer Stadtteile.